# 東日本放送
東日本放送（日语：／ Higashi Nippon Hōsō */?）是一家總部位于仙台市的電視台，其廣播範圍為宮城縣。開播于1975年10月1日。該電視台為朝日電視台放送網ANN的成員，並為朝日電視控股及朝日新聞社的非控股子公司（分別佔19.9%及19.5%股份）。其正式名稱為株式会社東日本放送。簡稱為KHB（K.K Higashinippon Broadcastingから），英文名稱為HIGASHINIPPON BROADCASTING CO,LTD.。數位電視呼號為JOEM-DTV（遙控器號碼：5），G-Code指引台號為0288。吉祥物為Guriri（ぐりり）。

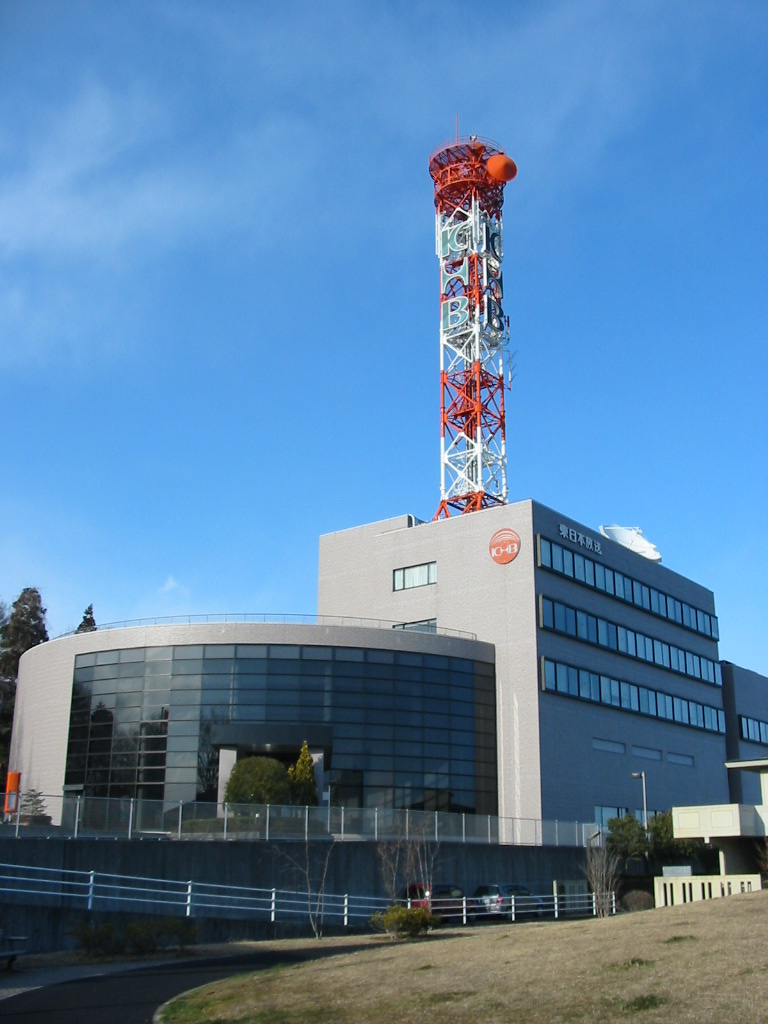
東日本放送第二代總部
東日本放送第一代商標

## 外部連結
- khb東日本放送 （页面存档备份，存于） - 官方網站
- khb東日本放送的X（前Twitter）
- khb東日本放送的Facebook專頁
- YouTube上的khb東日本放送頻道